# Тогжигитов, Мамык
Мамык Тогжигитов (1897 год, Туркестанский край — 1966 год) — колхозник, звеньевой колхоза «Пахта-Арал», Герой Социалистического Труда (1957).

## Биография
Родился в 1897 году. В 1934 году вступил в колхоз «Пахта-Арал» Пахтааральского района Южно-Казахстанской области. Трудился поливальщиком, затем — звеньевым хлопководческого звена отделения имени Дзержинского колхоза «Пахта-Арал». С 1942 года участвовал в Великой Отечественной войне. После демобилизации в 1943 году возвратился в родной колхоз, в котором продолжил работу звеньевым хлопководческого звена.
С 1945 года хлопководческое звено под руководством Мамыка Тогжигитова собирало не менее 40 центнеров хлопка-сырца с каждого гектара. В 1956 году было собрано по 46 центнеров с каждого гектара. За этот доблестный труд был удостоен в 1957 году звания Героя Социалистического Труда.

## Награды
- Медаль «За трудовое отличие»;
- Медаль «За доблестный труд в Великой Отечественной войне 1941—1945 гг.»;
- Герой Социалистического Труда — указом Президиума Верховного Совета СССР от 8 июня 1957 года;
- Орден Ленина (1957);